# Civilization III: Play the World
Civilization III: Play the World – pierwszy oficjalny dodatek do Civilization III, przedstawiającej rozwój ziemskiej cywilizacji. Przede wszystkim wprowadza do gry możliwość rozgrywki wieloosobowej w sieci lokalnej i Internecie, w kilku trybach: Elimination, Domination, Regicide, King of the Mountain. W trybie dla wielu graczy są dostępne trzy rodzaje systemu rozgrywki: rozkazy można wydawać naprzemiennie, symultanicznie z podziałem na tury oraz symultanicznie bez podziału na tury. Ponadto Play the World wzbogaca pełną wersję gry o osiem nowych cywilizacji o różnych cechach i umiejętnościach (liderami nowych cywilizacji są m.in. Czyngis-chan, Hannibal, królowa Izabela, Brennus), rozbudowany edytor pozwalający graczom tworzyć własne scenariusze w nieograniczonym zakresie czasowym, oraz szereg nowych map i lokacji.